# NBA Summer League 2018
Navigation
2017 2019
La NBA Summer League 2018 est une compétition de basket-ball professionnelle organisée par la National Basketball Association (NBA). Elle se divise en trois compétitions, deux non officielles : la Sacramento Kings's California Classic Summer League et la Utah Jazz Summer League. La compétition officielle regroupant l'ensemble des franchises de la NBA est la Las Vegas Summer League.
Les Kings de Sacramento ont accueilli leur propre événement de la Summer League, appelée le California Classic, au Golden 1 Center à Sacramento. L’événement a eu lieu avant le début de la Summer League de Las Vegas, avec les équipes des Kings, des Lakers de Los Angeles, des Warriors de Golden State et du Heat de Miami.
Quatre équipes ont participé au tournoi de la Utah Jazz Summer League du 2 au 5 juillet 2018. Les quatre équipes (Jazz de l'Utah, Hawks d'Atlanta, Grizzlies de Memphis et Spurs de San Antonio) ont également participé à la Summer League de Las Vegas.
La Las Vegas Summer League, compétition officielle, a eu lieu au Thomas & Mack Center et au Cox Pavilion de Las Vegas dans le Nevada, sur le campus de l’Université du Nevada. Elle a commencé le 6 juillet et s’est terminée le 17 juillet. Pour la première fois dans l’histoire de la ligue, les 30 équipes y ont participé. Avec la participation de chaque équipe, l’événement s’est étendu à 82 matchs en 12 jours. Les équipes ont d'abord participé à trois matchs préliminaires avant de rejoindre le tableau des phases finales, à élimination directe.

## California Classic

### Équipes
- Kings de Sacramento
- Lakers de Los Angeles
- Warriors de Golden State
- Heat de Miami

### Matchs

#### Jour 1
| 2 juillet | Boxscore | Heat de Miami 68, Warriors de Golden State 79     | Heat de Miami 68, Warriors de Golden State 79 | Heat de Miami 68, Warriors de Golden State 79 |  | Golden 1 Center, Sacramento, Californie | NBA TV |
| 2 juillet | Boxscore | Score par quart-temps : 23–19, 18–23, 18–22, 9–15 |                                               |                                               |  | Golden 1 Center, Sacramento, Californie | NBA TV |
| 2 juillet | Boxscore | Jones Jr. 24 Adebayo 14 Jones Jr. 5               | Points Rebonds Passes d.                      | Nunn 16 Nunn 11 Magette 4                     |  | Golden 1 Center, Sacramento, Californie | NBA TV |

| 2 juillet | Boxscore | Lakers de Los Angeles 93, Kings de Sacramento 98   | Lakers de Los Angeles 93, Kings de Sacramento 98 | Lakers de Los Angeles 93, Kings de Sacramento 98 |  | Golden 1 Center, Sacramento, Californie | NBA TV |
| 2 juillet | Boxscore | Score par quart-temps : 24–18, 30–30, 13–19, 26–31 |                                                  |                                                  |  | Golden 1 Center, Sacramento, Californie | NBA TV |
| 2 juillet | Boxscore | Hart, Wagner 23 Williams 8 Rathan-Mayes 12         | Points Rebonds Passes d.                         | Fox 23 Fox 8 Mason III 9                         |  | Golden 1 Center, Sacramento, Californie | NBA TV |

#### Jour 2
| 3 juillet | Boxscore | Heat de Miami 89, Lakers de Los Angeles 74         | Heat de Miami 89, Lakers de Los Angeles 74 | Heat de Miami 89, Lakers de Los Angeles 74 |  | Golden 1 Center, Sacramento, Californie | ESPN2 |
| 3 juillet | Boxscore | Score par quart-temps : 31–19, 22–15, 26–16, 10–24 |                                            |                                            |  | Golden 1 Center, Sacramento, Californie | ESPN2 |
| 3 juillet | Boxscore | Jones Jr. 21 Adebayo 10 Macon 11                   | Points Rebonds Passes d.                   | Mykhaïliouk 12 Williams 9 Rathan-Mayes 5   |  | Golden 1 Center, Sacramento, Californie | ESPN2 |

| 3 juillet | Boxscore | Warriors de Golden State 71, Kings de Sacramento 54 | Warriors de Golden State 71, Kings de Sacramento 54 | Warriors de Golden State 71, Kings de Sacramento 54 |  | Golden 1 Center, Sacramento, Californie | NBA TV |
| 3 juillet | Boxscore | Score par quart-temps : 27–11, 14–20, 17–7, 13–16   |                                                     |                                                     |  | Golden 1 Center, Sacramento, Californie | NBA TV |
| 3 juillet | Boxscore | Evans 13 Jones 8 Bell 7                             | Points Rebonds Passes d.                            | Jackson 20 Bagley III 7 Mason 5                     |  | Golden 1 Center, Sacramento, Californie | NBA TV |

#### Jour 3
| 5 juillet | Boxscore | Lakers de Los Angeles 71, Warriors de Golden State 77 | Lakers de Los Angeles 71, Warriors de Golden State 77 | Lakers de Los Angeles 71, Warriors de Golden State 77 |  | Golden 1 Center, Sacramento, Californie | NBA TV |
| 5 juillet | Boxscore | Score par quart-temps : 13–20, 24–23, 16–20, 18–14    |                                                       |                                                       |  | Golden 1 Center, Sacramento, Californie | NBA TV |
| 5 juillet | Boxscore | Rathan-Mayes 14 Wagner 13 Rathan-Mayes 8              | Points Rebonds Passes d.                              | Derrickson 24 Derrickson 11 4 joueurs 4               |  | Golden 1 Center, Sacramento, Californie | NBA TV |

| 5 juillet | Boxscore | Heat de Miami 86, Kings de Sacramento 76           | Heat de Miami 86, Kings de Sacramento 76 | Heat de Miami 86, Kings de Sacramento 76 |  | Golden 1 Center, Sacramento, Californie | NBA TV |
| 5 juillet | Boxscore | Score par quart-temps : 25–17, 20–17, 18–18, 23–24 |                                          |                                          |  | Golden 1 Center, Sacramento, Californie | NBA TV |
| 5 juillet | Boxscore | Jones Jr. 19 Adebayo 9 Walton Jr. 7                | Points Rebonds Passes d.                 | Jackson 26 Giles 12 Mason III            |  | Golden 1 Center, Sacramento, Californie | NBA TV |

### Classement
| # | Team                     | MJ | V | D | PTS  |
| - | ------------------------ | -- | - | - | ---- |
| 1 | Warriors de Golden State | 3  | 3 | 0 | 25   |
| 2 | Heat de Miami            | 3  | 2 | 1 | 21   |
| 3 | Kings de Sacramento      | 3  | 1 | 2 | 20.5 |
| 4 | Lakers de Los Angeles    | 3  | 0 | 3 | 17   |

### Leaders statistiques
Référence
| Joueur            | Équipe                   | PTS  |
| ----------------- | ------------------------ | ---- |
| De'Aaron Fox      | Kings de Sacramento      | 23,0 |
| Derrick Jones Jr. | Heat de Miami            | 21,3 |
| Justin Jackson    | Kings de Sacramento      | 17,0 |
| Moritz Wagner     | Lakers de Los Angeles    | 14,7 |
| Kendrick Nunn     | Warriors de Golden State | 14,0 |

| Joueur             | Équipe                   | REB  |
| ------------------ | ------------------------ | ---- |
| Bam Adebayo        | Heat de Miami            | 11,3 |
| Moritz Wagner      | Lakers de Los Angeles    | 8,3  |
| De'Aaron Fox       | Kings de Sacramento      | 8,0  |
| Kendrick Nunn      | Warriors de Golden State | 8,0  |
| Johnathan Williams | Lakers de Los Angeles    | 8,0  |

| Joueur              | Équipe                | PAD |
| ------------------- | --------------------- | --- |
| Xavier Rathan-Mayes | Lakers de Los Angeles | 8,3 |
| Daryl Macon         | Heat de Miami         | 7,5 |
| Frank Mason         | Kings de Sacramento   | 6,3 |
| De'Aaron Fox        | Kings de Sacramento   | 6,0 |
| Derrick Walton      | Heat de Miami         | 6,0 |

## Utah Jazz Summer League

### Équipes
- Grizzlies de Memphis
- Hawks d'Atlanta
- Spurs de San Antonio
- Jazz de l'Utah

### Matchs

#### Jour 1
| 2 juillet | Boxscore | Hawks d'Atlanta 88, Grizzlies de Memphis 103       | Hawks d'Atlanta 88, Grizzlies de Memphis 103 | Hawks d'Atlanta 88, Grizzlies de Memphis 103 |  | Vivint Smart Home Arena, Salt Lake City, Utah | NBA TV |
| 2 juillet | Boxscore | Score par quart-temps : 20–27, 21–20, 24–25, 23–31 |                                              |                                              |  | Vivint Smart Home Arena, Salt Lake City, Utah | NBA TV |
| 2 juillet | Boxscore | Dorsey 18 Landale 9 Dorsey 4                       | Points Rebonds Passes d.                     | Jackson Jr. 29 Davis 7 Goodwin 5             |  | Vivint Smart Home Arena, Salt Lake City, Utah | NBA TV |

| 2 juillet | Boxscore | Spurs de San Antonio 76, Jazz de l'Utah 92         | Spurs de San Antonio 76, Jazz de l'Utah 92 | Spurs de San Antonio 76, Jazz de l'Utah 92 |  | Vivint Smart Home Arena, Salt Lake City, Utah | ESPN3 |
| 2 juillet | Boxscore | Score par quart-temps : 17–23, 17–28, 21–28, 21–13 |                                            |                                            |  | Vivint Smart Home Arena, Salt Lake City, Utah | ESPN3 |
| 2 juillet | Boxscore | White 22 Brimah 9 White 6                          | Points Rebonds Passes d.                   | Niang 17 Bradley 11 Allen 7                |  | Vivint Smart Home Arena, Salt Lake City, Utah | ESPN3 |

#### Jour 2
| 3 juillet | Boxscore | Spurs de San Antonio 103, Hawks d'Atlanta 81       | Spurs de San Antonio 103, Hawks d'Atlanta 81 | Spurs de San Antonio 103, Hawks d'Atlanta 81 |  | Vivint Smart Home Arena, Salt Lake City, Utah | NBA TV |
| 3 juillet | Boxscore | Score par quart-temps : 32–21, 29–13, 18–23, 24–24 |                                              |                                              |  | Vivint Smart Home Arena, Salt Lake City, Utah | NBA TV |
| 3 juillet | Boxscore | White 21 Brimah 9 White 9                          | Points Rebonds Passes d.                     | Collins 19 Landale 8 Adams 4                 |  | Vivint Smart Home Arena, Salt Lake City, Utah | NBA TV |

| 3 juillet | Boxscore | Grizzlies de Memphis 95, Jazz de l'Utah 92            | Grizzlies de Memphis 95, Jazz de l'Utah 92 | Grizzlies de Memphis 95, Jazz de l'Utah 92 |  | Vivint Smart Home Arena, Salt Lake City, Utah | NBA TV |
| 3 juillet | Boxscore | Score par quart-temps : 32–21, 27–19, 20–27, 16–25    |                                            |                                            |  | Vivint Smart Home Arena, Salt Lake City, Utah | NBA TV |
| 3 juillet | Boxscore | Jackson Jr., Selden Jr. 27 Jackson Jr. 8 Selden Jr. 6 | Points Rebonds Passes d.                   | Mitrou-Long 19 Bradley 14 Mitrou-Long 8    |  | Vivint Smart Home Arena, Salt Lake City, Utah | NBA TV |

#### Jour 3
| 5 juillet | Boxscore | Grizzlies de Memphis 87, Spurs de San Antonio 94   | Grizzlies de Memphis 87, Spurs de San Antonio 94 | Grizzlies de Memphis 87, Spurs de San Antonio 94 |  | Vivint Smart Home Arena, Salt Lake City, Utah | NBA TV |
| 5 juillet | Boxscore | Score par quart-temps : 20–25, 25–26, 18–23, 24–20 |                                                  |                                                  |  | Vivint Smart Home Arena, Salt Lake City, Utah | NBA TV |
| 5 juillet | Boxscore | Selden Jr. 26 Selden 7 Goodwin 6                   | Points Rebonds Passes d.                         | White 26 Metu 9 White 6                          |  | Vivint Smart Home Arena, Salt Lake City, Utah | NBA TV |

| 5 juillet | Boxscore | Hawks d'Atlanta 87, Jazz de l'Utah 94              | Hawks d'Atlanta 87, Jazz de l'Utah 94 | Hawks d'Atlanta 87, Jazz de l'Utah 94      |  | Vivint Smart Home Arena, Salt Lake City, Utah | NBA TV |
| 5 juillet | Boxscore | Score par quart-temps : 16–17, 16–25, 27–22, 28–28 |                                       |                                            |  | Vivint Smart Home Arena, Salt Lake City, Utah | NBA TV |
| 5 juillet | Boxscore | Dorsey 17 Spellman 10 Young 7                      | Points Rebonds Passes d.              | Bradley, Kidd, Niang 15 Bradley 12 Allen 8 |  | Vivint Smart Home Arena, Salt Lake City, Utah | NBA TV |

### Classement
| # | Équipe               | MJ | V | D | PTS | Tiebreaker |
| - | -------------------- | -- | - | - | --- | ---------- |
| 1 | Grizzlies de Memphis | 3  | 2 | 1 | 6.0 | 1-1, -4    |
| 2 | Spurs de San Antonio | 3  | 2 | 1 | 6.5 | 1-1, -9    |
| 3 | Jazz de l'Utah       | 3  | 2 | 1 | 7.5 | 1-1, +13   |
| 4 | Hawks d'Atlanta      | 3  | 0 | 3 | 4.0 |            |

### Leaders statistiques
Référence
| Joueur        | Équipe               | PTS  |
| ------------- | -------------------- | ---- |
| Derrick White | Spurs de San Antonio | 23,0 |
| Wayne Selden  | Grizzlies de Memphis | 23,0 |
| Kobi Simmons  | Grizzlies de Memphis | 17,0 |
| Georges Niang | Jazz de l'Utah       | 16,7 |
| Tyler Dorsey  | Hawks d'Atlanta      | 16,3 |

| Joueur         | Équipe               | REB  |
| -------------- | -------------------- | ---- |
| Tony Bradley   | Jazz de l'Utah       | 12,3 |
| Chimezie Metu  | Spurs de San Antonio | 8,3  |
| Omari Spellman | Hawks d'Atlanta      | 7,7  |
| Jock Landale   | Hawks d'Atlanta      | 7,7  |
| Grayson Allen  | Jazz de l'Utah       | 7,0  |

| Joueur          | Équipe               | PAD |
| --------------- | -------------------- | --- |
| Grayson Allen   | Jazz de l'Utah       | 7,5 |
| Derrick White   | Spurs de San Antonio | 7,0 |
| Brandon Goodwin | Grizzlies de Memphis | 5,3 |
| Naz Mitrou-Long | Jazz de l'Utah       | 4,7 |
| Trae Young      | Hawks d'Atlanta      | 4,3 |

## Las Vegas NBA Summer League

### Équipes
| - Hawks d'Atlanta - Celtics de Boston - Nets de Brooklyn - Hornets de Charlotte - Bulls de Chicago - Cavaliers de Cleveland - Mavericks de Dallas - Nuggets de Denver - Pistons de Détroit - Warriors de Golden State | - Rockets de Houston - Pacers de l'Indiana - Clippers de Los Angeles - Lakers de Los Angeles - Grizzlies de Memphis - Heat de Miami - Bucks de Milwaukee - Timberwolves du Minnesota - Knicks de New York - Pelicans de La Nouvelle-Orléans | - Thunder d'Oklahoma City - Magic d'Orlando - 76ers de Philadelphie - Suns de Phoenix - Trail Blazers de Portland - Kings de Sacramento - Spurs de San Antonio - Raptors de Toronto - Jazz de l'Utah - Wizards de Washington |

### Matchs

#### Jour 1
| 6 juillet | Boxscore | Rockets de Houston 92, Pacers de l'Indiana 89      | Rockets de Houston 92, Pacers de l'Indiana 89 | Rockets de Houston 92, Pacers de l'Indiana 89 |  | Cox Pavilion, Paradise, Nevada | NBA TV |
| 6 juillet | Boxscore | Score par quart-temps : 22–26, 28–19, 20–21, 22–23 |                                               |                                               |  | Cox Pavilion, Paradise, Nevada | NBA TV |
| 6 juillet | Boxscore | House, Duval 20 Hartenstein 11 House, Melton 4     | Points Rebonds Passes d.                      | Holiday 23 Leaf 10 Sumner, Alford, Holiday 3  |  | Cox Pavilion, Paradise, Nevada | NBA TV |

| 6 juillet | Boxscore | Raptors de Toronto 77, Pelicans de La Nouvelle-Orléans 90 | Raptors de Toronto 77, Pelicans de La Nouvelle-Orléans 90 | Raptors de Toronto 77, Pelicans de La Nouvelle-Orléans 90 |  | Thomas & Mack Center, Paradise, Nevada | ESPNU |
| 6 juillet | Boxscore | Score par quart-temps : 20–25, 12–27, 19–18, 26–20        |                                                           |                                                           |  | Thomas & Mack Center, Paradise, Nevada | ESPNU |
| 6 juillet | Boxscore | McKinnie, Alkins12 Anunoby 7 Miller-McIntyre 5            | Points Rebonds Passes d.                                  | Bluiett 24 Diallo 10 Carr 5                               |  | Thomas & Mack Center, Paradise, Nevada | ESPNU |

| 6 juillet | Boxscore | Nets de Brooklyn 80, Magic d'Orlando 86            | Nets de Brooklyn 80, Magic d'Orlando 86 | Nets de Brooklyn 80, Magic d'Orlando 86           |  | Cox Pavilion, Paradise, Nevada | NBA TV |
| 6 juillet | Boxscore | Score par quart-temps : 24–20, 10–22, 25–24, 21–20 |                                         |                                                   |  | Cox Pavilion, Paradise, Nevada | NBA TV |
| 6 juillet | Boxscore | Dawson 20 Web III 8 Christon 4                     | Points Rebonds Passes d.                | Issac, Caupain 20 Issac, Birch, Bamba 7 Briscoe 4 |  | Cox Pavilion, Paradise, Nevada | NBA TV |

| 6 juillet | Boxscore | Thunder d'Oklahoma City 87, Hornets de Charlotte 88 | Thunder d'Oklahoma City 87, Hornets de Charlotte 88 | Thunder d'Oklahoma City 87, Hornets de Charlotte 88 |  | Thomas & Mack Center, Paradise, Nevada | ESPNU |
| 6 juillet | Boxscore | Score par quart-temps : 28–24, 22–23, 15–21, 22–20  |                                                     |                                                     |  | Thomas & Mack Center, Paradise, Nevada | ESPNU |
| 6 juillet | Boxscore | Thomas 24 Hamilton 12 Hamilton 8                    | Points Rebonds Passes d.                            | Monk 23 Hernanagomez 14 Graham 5                    |  | Thomas & Mack Center, Paradise, Nevada | ESPNU |

| 6 juillet | Boxscore | Bucks de Milwaukee 90, Pistons de Détroit 63      | Bucks de Milwaukee 90, Pistons de Détroit 63 | Bucks de Milwaukee 90, Pistons de Détroit 63 |  | Cox Pavilion, Paradise, Nevada | NBA TV |
| 6 juillet | Boxscore | Score par quart-temps : 14–8, 25–14, 21–19, 30–22 |                                              |                                              |  | Cox Pavilion, Paradise, Nevada | NBA TV |
| 6 juillet | Boxscore | Wood 23 Wood 11 Barnett 4                         | Points Rebonds Passes d.                     | Ellenson 16 Ellenson 10 Drew II 3            |  | Cox Pavilion, Paradise, Nevada | NBA TV |

| 6 juillet | Boxscore | Celtics de Boston 95, 76ers de Philadelphie 89     | Celtics de Boston 95, 76ers de Philadelphie 89 | Celtics de Boston 95, 76ers de Philadelphie 89 |  | Thomas & Mack Center, Paradise, Nevada | ESPN |
| 6 juillet | Boxscore | Score par quart-temps : 23–20, 25–25, 21–18, 26–26 |                                                |                                                |  | Thomas & Mack Center, Paradise, Nevada | ESPN |
| 6 juillet | Boxscore | Ojeleye, Yabusele 16 Bird 8 Henry 8                | Points Rebonds Passes d.                       | Korkmaz 40 Miles 8 Jackson 6                   |  | Thomas & Mack Center, Paradise, Nevada | ESPN |

| 6 juillet | Boxscore | Cavaliers de Cleveland 72, Wizards de Washington 59 | Cavaliers de Cleveland 72, Wizards de Washington 59 | Cavaliers de Cleveland 72, Wizards de Washington 59 |  | Cox Pavilion, Paradise, Nevada | NBA TV |
| 6 juillet | Boxscore | Score par quart-temps : 22–10, 16–16, 19–15, 15–18  |                                                     |                                                     |  | Cox Pavilion, Paradise, Nevada | NBA TV |
| 6 juillet | Boxscore | Zizic 16 Zizic 14 Zizic 5                           | Points Rebonds Passes d.                            | Robinson 14 Harrison 6 Chiozza 5                    |  | Cox Pavilion, Paradise, Nevada | NBA TV |

| 6 juillet | Boxscore | Mavericks de Dallas 85, Suns de Phoenix 92         | Mavericks de Dallas 85, Suns de Phoenix 92 | Mavericks de Dallas 85, Suns de Phoenix 92 |  | Thomas & Mack Center, Paradise, Nevada | ESPN |
| 6 juillet | Boxscore | Score par quart-temps : 21–20, 16–22, 17–30, 31–20 |                                            |                                            |  | Thomas & Mack Center, Paradise, Nevada | ESPN |
| 6 juillet | Boxscore | Jones 16 Jones 11 Smith Jr. 5                      | Points Rebonds Passes d.                   | Reed 18 Ayton 8 Harrison 9                 |  | Thomas & Mack Center, Paradise, Nevada | ESPN |

| 6 juillet | Boxscore | Nuggets de Denver 70, Timberwolves du Minnesota 69 | Nuggets de Denver 70, Timberwolves du Minnesota 69 | Nuggets de Denver 70, Timberwolves du Minnesota 69 |  | Cox Pavilion, Paradise, Nevada | NBA TV |
| 6 juillet | Boxscore | Score par quart-temps : 18–16, 22–16, 22–9, 8–28   |                                                    |                                                    |  | Cox Pavilion, Paradise, Nevada | NBA TV |
| 6 juillet | Boxscore | Morris 15 Williams 8 Morris 4                      | Points Rebonds Passes d.                           | Cousins 15 Jefferson 14 Okogie 4                   |  | Cox Pavilion, Paradise, Nevada | NBA TV |

| 6 juillet | Boxscore | Clippers de Los Angeles 71, Warriors de Golden State 77 | Clippers de Los Angeles 71, Warriors de Golden State 77 | Clippers de Los Angeles 71, Warriors de Golden State 77 |  | Thomas & Mack Center, Paradise, Nevada | ESPN |
| 6 juillet | Boxscore | Score par quart-temps : 17–29, 22–13, 21–16, 11–19      |                                                         |                                                         |  | Thomas & Mack Center, Paradise, Nevada | ESPN |
| 6 juillet | Boxscore | Thornwell 18 Jerrett, Upshaw 10 Gilgeous-Alexander 4    | Points Rebonds Passes d.                                | Nunn 18 Bell 11 Bell 5                                  |  | Thomas & Mack Center, Paradise, Nevada | ESPN |

#### Jour 2
| 7 juillet | Boxscore | Trail Blazers de Portland 93, Jazz de l'Utah 78    | Trail Blazers de Portland 93, Jazz de l'Utah 78 | Trail Blazers de Portland 93, Jazz de l'Utah 78 |  | Cox Pavilion, Paradise, Nevada | NBA TV |
| 7 juillet | Boxscore | Score par quart-temps : 21–14, 19–23, 27–18, 26–23 |                                                 |                                                 |  | Cox Pavilion, Paradise, Nevada | NBA TV |
| 7 juillet | Boxscore | Baldwin 20 Swanigan 13 Baldwin, Swanigan 5         | Points Rebonds Passes d.                        | Allen, Bradley, Niang 16 Hill 7 Allen, Wilder 5 |  | Cox Pavilion, Paradise, Nevada | NBA TV |

| 7 juillet | Boxscore | Spurs de San Antonio 76, Pacers de l'Indiana 86   | Spurs de San Antonio 76, Pacers de l'Indiana 86 | Spurs de San Antonio 76, Pacers de l'Indiana 86 |  | Thomas & Mack Center, Paradise, Nevada | ESPN2 |
| 7 juillet | Boxscore | Score par quart-temps : 22–17, 23–25, 8–22, 23–22 |                                                 |                                                 |  | Thomas & Mack Center, Paradise, Nevada | ESPN2 |
| 7 juillet | Boxscore | White 19 Blossomgame 10 White 5                   | Points Rebonds Passes d.                        | Leaf 19 Leslie, Johnson 9 Holiday 7             |  | Thomas & Mack Center, Paradise, Nevada | ESPN2 |

| 7 juillet | Boxscore | Heat de Miami 84, Pelicans de La Nouvelle-Orléans 110 | Heat de Miami 84, Pelicans de La Nouvelle-Orléans 110 | Heat de Miami 84, Pelicans de La Nouvelle-Orléans 110 |  | Cox Pavilion, Paradise, Nevada | NBA TV |
| 7 juillet | Boxscore | Score par quart-temps : 18–21, 15–30, 27–29, 24–30    |                                                       |                                                       |  | Cox Pavilion, Paradise, Nevada | NBA TV |
| 7 juillet | Boxscore | Robinson 18 Jones 12 Farrell 6                        | Points Rebonds Passes d.                              | Bluiett 26 Diallo 9 Lemon Jr. 9                       |  | Cox Pavilion, Paradise, Nevada | NBA TV |

| 7 juillet | Boxscore | Knicks de New York 91, Hawks d'Atlanta 89          | Knicks de New York 91, Hawks d'Atlanta 89 | Knicks de New York 91, Hawks d'Atlanta 89 |  | Thomas & Mack Center, Paradise, Nevada | ESPN |
| 7 juillet | Boxscore | Score par quart-temps : 22–12, 18–33, 26–14, 25–30 |                                           |                                           |  | Thomas & Mack Center, Paradise, Nevada | ESPN |
| 7 juillet | Boxscore | Knox 22 Dotson, Knox 8 Ntilikina 5                 | Points Rebonds Passes d.                  | Collins 30 Dorsey 14 Young 11             |  | Thomas & Mack Center, Paradise, Nevada | ESPN |

| 7 juillet | Boxscore | Thunder d'Oklahoma City 90, Nets de Brooklyn 76    | Thunder d'Oklahoma City 90, Nets de Brooklyn 76 | Thunder d'Oklahoma City 90, Nets de Brooklyn 76 |  | Cox Pavilion, Paradise, Nevada | NBA TV |
| 7 juillet | Boxscore | Score par quart-temps : 20–19, 30–13, 28–22, 12–22 |                                                 |                                                 |  | Cox Pavilion, Paradise, Nevada | NBA TV |
| 7 juillet | Boxscore | Diallo 19 Thomas 11 Hamilton 7                     | Points Rebonds Passes d.                        | Pinson 16 Thompson 7 McLaughlin 6               |  | Cox Pavilion, Paradise, Nevada | NBA TV |

| 7 juillet | Boxscore | Suns de Phoenix 71, Kings de Sacramento 63         | Suns de Phoenix 71, Kings de Sacramento 63 | Suns de Phoenix 71, Kings de Sacramento 63 |  | Thomas & Mack Center, Paradise, Nevada | ESPN |
| 7 juillet | Boxscore | Score par quart-temps : 16–15, 17–14, 22–10, 16–24 |                                            |                                            |  | Thomas & Mack Center, Paradise, Nevada | ESPN |
| 7 juillet | Boxscore | Ayton 21 Ayton 12 Harrison 5                       | Points Rebonds Passes d.                   | Giles 17 Brown, Bagley III 7 Mason III 5   |  | Thomas & Mack Center, Paradise, Nevada | ESPN |

| 7 juillet | Boxscore | Pistons de Détroit 70, Grizzlies de Memphis 73     | Pistons de Détroit 70, Grizzlies de Memphis 73 | Pistons de Détroit 70, Grizzlies de Memphis 73 |  | Cox Pavilion, Paradise, Nevada | NBA TV |
| 7 juillet | Boxscore | Score par quart-temps : 18–21, 16–18, 18–18, 18–16 |                                                |                                                |  | Cox Pavilion, Paradise, Nevada | NBA TV |
| 7 juillet | Boxscore | Ellenson 15 Brown, Ellenson 7 Drew II 5            | Points Rebonds Passes d.                       | Selden 20 Rabb 10 Carter 4                     |  | Cox Pavilion, Paradise, Nevada | NBA TV |

| 7 juillet | Boxscore | Bulls de Chicago 86, Cavaliers de Cleveland 81     | Bulls de Chicago 86, Cavaliers de Cleveland 81 | Bulls de Chicago 86, Cavaliers de Cleveland 81 |  | Thomas & Mack Center, Paradise, Nevada | ESPN2 |
| 7 juillet | Boxscore | Score par quart-temps : 21–16, 26–23, 16–20, 23–22 |                                                |                                                |  | Thomas & Mack Center, Paradise, Nevada | ESPN2 |
| 7 juillet | Boxscore | Blakeney 25 Carter Jr. 9 Blakeney 4                | Points Rebonds Passes d.                       | Zizic 25 Zizic 11 Smith 4                      |  | Thomas & Mack Center, Paradise, Nevada | ESPN2 |

| 7 juillet | Boxscore | Celtics de Boston 69, Nuggets de Denver 82         | Celtics de Boston 69, Nuggets de Denver 82 | Celtics de Boston 69, Nuggets de Denver 82 |  | Cox Pavilion, Paradise, Nevada | NBA TV |
| 7 juillet | Boxscore | Score par quart-temps : 12–17, 17–11, 20–28, 18–24 |                                            |                                            |  | Cox Pavilion, Paradise, Nevada | NBA TV |
| 7 juillet | Boxscore | Bird 24 Martin 7 Ojeleye 4                         | Points Rebonds Passes d.                   | Akoon-Purcell, Beasley 19 Meeks 8 Morris 6 |  | Cox Pavilion, Paradise, Nevada | NBA TV |

| 7 juillet | Boxscore | 76ers de Philadelphie 79, Lakers de Los Angeles 96 | 76ers de Philadelphie 79, Lakers de Los Angeles 96 | 76ers de Philadelphie 79, Lakers de Los Angeles 96 |  | Thomas & Mack Center, Paradise, Nevada | ESPN |
| 7 juillet | Boxscore | Score par quart-temps : 19–20, 14–25, 20–21, 26–30 |                                                    |                                                    |  | Thomas & Mack Center, Paradise, Nevada | ESPN |
| 7 juillet | Boxscore | Smith 16 Miles 11 Jackson 5                        | Points Rebonds Passes d.                           | Hart 24 Ayres, Mykhaïliouk 9 Caruso 4              |  | Thomas & Mack Center, Paradise, Nevada | ESPN |

#### Jour 3
| 8 juillet | Boxscore | Timberwolves du Minnesota 103, Raptors de Toronto 92 | Timberwolves du Minnesota 103, Raptors de Toronto 92 | Timberwolves du Minnesota 103, Raptors de Toronto 92 |  | Cox Pavilion, Paradise, Nevada | NBA TV |
| 8 juillet | Boxscore | Score par quart-temps : 19–17, 26–21, 26–35, 32–19   |                                                      |                                                      |  | Cox Pavilion, Paradise, Nevada | NBA TV |
| 8 juillet | Boxscore | Bates-Diop 24 Jefferson 13 Stark 5                   | Points Rebonds Passes d.                             | Loyd 17 Anunoby 7 Miller-McIntyre 4                  |  | Cox Pavilion, Paradise, Nevada | NBA TV |

| 8 juillet | Boxscore | Wizards de Washington 90, Spurs de San Antonio 95  | Wizards de Washington 90, Spurs de San Antonio 95 | Wizards de Washington 90, Spurs de San Antonio 95      |  | Thomas & Mack Center, Paradise, Nevada | ESPN2 |
| 8 juillet | Boxscore | Score par quart-temps : 15–26, 16–14, 31–31, 28–24 |                                                   |                                                        |  | Thomas & Mack Center, Paradise, Nevada | ESPN2 |
| 8 juillet | Boxscore | Robinson 24 Brown Jr. 12 Chiozza 11                | Points Rebonds Passes d.                          | Blossomgame 22 Blossomgame 9 Hanlan, Ledbetter, Metu 3 |  | Thomas & Mack Center, Paradise, Nevada | ESPN2 |

| 8 juillet | Boxscore | Hornets de Charlotte 94, Heat de Miami 90          | Hornets de Charlotte 94, Heat de Miami 90 | Hornets de Charlotte 94, Heat de Miami 90 |  | Cox Pavilion, Paradise, Nevada | NBA TV |
| 8 juillet | Boxscore | Score par quart-temps : 22–26, 24–20, 21–22, 27–22 |                                           |                                           |  | Cox Pavilion, Paradise, Nevada | NBA TV |
| 8 juillet | Boxscore | Bacon, Hernangomez 22 Hernangomez 10 Graham 7      | Points Rebonds Passes d.                  | Macon 17 Nnoko 13 Walton Jr. 6            |  | Cox Pavilion, Paradise, Nevada | NBA TV |

| 8 juillet | Boxscore | Trail Blazers de Portland 85, Hawks d'Atlanta 68   | Trail Blazers de Portland 85, Hawks d'Atlanta 68 | Trail Blazers de Portland 85, Hawks d'Atlanta 68 |  | Thomas & Mack Center, Paradise, Nevada | ESPN2 |
| 8 juillet | Boxscore | Score par quart-temps : 27–17, 16–17, 20–18, 22–16 |                                                  |                                                  |  | Thomas & Mack Center, Paradise, Nevada | ESPN2 |
| 8 juillet | Boxscore | Layman 23 Baldwin IV, Swanigan 8 Baldwin IV 10     | Points Rebonds Passes d.                         | Collins 18 Collins 9 Adams 4                     |  | Thomas & Mack Center, Paradise, Nevada | ESPN2 |

| 8 juillet | Boxscore | Mavericks de Dallas 81, Bucks de Milwaukee 78      | Mavericks de Dallas 81, Bucks de Milwaukee 78 | Mavericks de Dallas 81, Bucks de Milwaukee 78 |  | Cox Pavilion, Paradise, Nevada | NBA TV |
| 8 juillet | Boxscore | Score par quart-temps : 26–28, 22–22, 17–13, 16–15 |                                               |                                               |  | Cox Pavilion, Paradise, Nevada | NBA TV |
| 8 juillet | Boxscore | Motley 20 Jones 9 Smith Jr. 7                      | Points Rebonds Passes d.                      | Trice II 16 Wood 10 Quarterman, Wilson 4      |  | Cox Pavilion, Paradise, Nevada | NBA TV |

| 8 juillet | Boxscore | Warriors de Golden State 81, Rockets de Houston 87 | Warriors de Golden State 81, Rockets de Houston 87 | Warriors de Golden State 81, Rockets de Houston 87 |  | Thomas & Mack Center, Paradise, Nevada | ESPN2 |
| 8 juillet | Boxscore | Score par quart-temps : 25–13, 25–28, 17–11, 14–35 |                                                    |                                                    |  | Thomas & Mack Center, Paradise, Nevada | ESPN2 |
| 8 juillet | Boxscore | Derrickson 23 Derrickson 7 Bell, Tokoto 2          | Points Rebonds Passes d.                           | Hunter 24 Hartenstein 7 House 5                    |  | Thomas & Mack Center, Paradise, Nevada | ESPN2 |

| 8 juillet | Boxscore | Jazz de l'Utah 90, Knicks de New York 85           | Jazz de l'Utah 90, Knicks de New York 85 | Jazz de l'Utah 90, Knicks de New York 85 |  | Cox Pavilion, Paradise, Nevada | NBA TV |
| 8 juillet | Boxscore | Score par quart-temps : 23–24, 28–19, 20–28, 19–14 |                                          |                                          |  | Cox Pavilion, Paradise, Nevada | NBA TV |
| 8 juillet | Boxscore | Niang 20 Niang 8 Lyles 4                           | Points Rebonds Passes d.                 | Knox 19 Robinson 11 Ntilikina 6          |  | Cox Pavilion, Paradise, Nevada | NBA TV |

| 8 juillet | Boxscore | Grizzlies de Memphis 56, Magic d'Orlando 86       | Grizzlies de Memphis 56, Magic d'Orlando 86 | Grizzlies de Memphis 56, Magic d'Orlando 86 |  | Thomas & Mack Center, Paradise, Nevada | ESPN2 |
| 8 juillet | Boxscore | Score par quart-temps : 16–16, 9–20, 18–27, 13–23 |                                             |                                             |  | Thomas & Mack Center, Paradise, Nevada | ESPN2 |
| 8 juillet | Boxscore | Simmons 15 Davis 12 3 joueurs 2                   | Points Rebonds Passes d.                    | Isaac, Caupain 12 Caupain 7 Caupain 5       |  | Thomas & Mack Center, Paradise, Nevada | ESPN2 |

| 8 juillet | Boxscore | Kings de Sacramento 78, Clippers de Los Angeles 88 | Kings de Sacramento 78, Clippers de Los Angeles 88 | Kings de Sacramento 78, Clippers de Los Angeles 88     |  | Cox Pavilion, Paradise, Nevada | NBA TV |
| 8 juillet | Boxscore | Score par quart-temps : 24–18, 21–24, 21–24, 12–22 |                                                    |                                                        |  | Cox Pavilion, Paradise, Nevada | NBA TV |
| 8 juillet | Boxscore | Jackson 28 Auguste, Gabriel 10 Mason 6             | Points Rebonds Passes d.                           | Thornwell 22 Delgado, Gilgeous-Alexander 8 Thornwell 4 |  | Cox Pavilion, Paradise, Nevada | NBA TV |

| 8 juillet | Boxscore | Lakers de Los Angeles 69, Bulls de Chicago 60      | Lakers de Los Angeles 69, Bulls de Chicago 60 | Lakers de Los Angeles 69, Bulls de Chicago 60    |  | Thomas & Mack Center, Paradise, Nevada | ESPN2 |
| 8 juillet | Boxscore | Score par quart-temps : 18–15, 17–14, 17–14, 17–17 |                                               |                                                  |  | Thomas & Mack Center, Paradise, Nevada | ESPN2 |
| 8 juillet | Boxscore | Hart 19 Wagner 14 3 joueurs 3                      | Points Rebonds Passes d.                      | Williams 12 Arcidiacono 9 Arcidiacono, Trimble 3 |  | Thomas & Mack Center, Paradise, Nevada | ESPN2 |

#### Jour 4
| 9 juillet | Boxscore | Pelicans de La Nouvelle-Orléans 97, Pistons de Détroit 105 | Pelicans de La Nouvelle-Orléans 97, Pistons de Détroit 105 | Pelicans de La Nouvelle-Orléans 97, Pistons de Détroit 105 |  | Cox Pavilion, Paradise, Nevada | ESPNU |
| 9 juillet | Boxscore | Score par quart-temps : 22–33, 24–28, 16–21, 35–23         |                                                            |                                                            |  | Cox Pavilion, Paradise, Nevada | ESPNU |
| 9 juillet | Boxscore | Diallo 25 Alexander 9 Lemon Jr. 7                          | Points Rebonds Passes d.                                   | Ellenson 13 Ellenson 10 Ellenson 7                         |  | Cox Pavilion, Paradise, Nevada | ESPNU |

| 9 juillet | Boxscore | Raptors de Toronto 82, Thunder d'Oklahoma City 92  | Raptors de Toronto 82, Thunder d'Oklahoma City 92 | Raptors de Toronto 82, Thunder d'Oklahoma City 92 |  | Thomas & Mack Center, Paradise, Nevada | NBA TV |
| 9 juillet | Boxscore | Score par quart-temps : 21–31, 24–25, 13–22, 24–14 |                                                   |                                                   |  | Thomas & Mack Center, Paradise, Nevada | NBA TV |
| 9 juillet | Boxscore | Anunoby 19 Thompson 7 Miller-McIntyre 8            | Points Rebonds Passes d.                          | Dozier, Thomas 17 Thomas 12 Hamilton 5            |  | Thomas & Mack Center, Paradise, Nevada | NBA TV |

| 9 juillet | Boxscore | Pacers de l'Indiana 88, Cavaliers de Cleveland 93  | Pacers de l'Indiana 88, Cavaliers de Cleveland 93 | Pacers de l'Indiana 88, Cavaliers de Cleveland 93 |  | Cox Pavilion, Paradise, Nevada | ESPN2 |
| 9 juillet | Boxscore | Score par quart-temps : 24–21, 18–26, 22–22, 24–24 |                                                   |                                                   |  | Cox Pavilion, Paradise, Nevada | ESPN2 |
| 9 juillet | Boxscore | Leaf 20 Leaf 9 Holiday 8                           | Points Rebonds Passes d.                          | Osman 25 Lee, Osman 6 Osman 6                     |  | Cox Pavilion, Paradise, Nevada | ESPN2 |

| 9 juillet | Boxscore | Wizards de Washington 87, 76ers de Philadelphie 75 | Wizards de Washington 87, 76ers de Philadelphie 75 | Wizards de Washington 87, 76ers de Philadelphie 75 |  | Thomas & Mack Center, Paradise, Nevada | NBA TV |
| 9 juillet | Boxscore | Score par quart-temps : 22–17, 19–10, 24–28, 22–20 |                                                    |                                                    |  | Thomas & Mack Center, Paradise, Nevada | NBA TV |
| 9 juillet | Boxscore | Brown Jr. 23 Bryant 12 Chiozza 11                  | Points Rebonds Passes d.                           | McCullough 20 Bolden 9 Jackson 4                   |  | Thomas & Mack Center, Paradise, Nevada | NBA TV |

| 9 juillet | Boxscore | Hornets de Charlotte 80, Celtics de Boston 100     | Hornets de Charlotte 80, Celtics de Boston 100 | Hornets de Charlotte 80, Celtics de Boston 100 |  | Cox Pavilion, Paradise, Nevada | ESPN2 |
| 9 juillet | Boxscore | Score par quart-temps : 20–30, 16–15, 22–23, 22–32 |                                                |                                                |  | Cox Pavilion, Paradise, Nevada | ESPN2 |
| 9 juillet | Boxscore | Bridges 20 Hernangomez 11 Graham 6                 | Points Rebonds Passes d.                       | Bird, Uthoff 16 Yabusele 8 Bird 5              |  | Cox Pavilion, Paradise, Nevada | ESPN2 |

| 9 juillet | Boxscore | Warriors de Golden State 71, Mavericks de Dallas 91 | Warriors de Golden State 71, Mavericks de Dallas 91 | Warriors de Golden State 71, Mavericks de Dallas 91 |  | Thomas & Mack Center, Paradise, Nevada | NBA TV |
| 9 juillet | Boxscore | Score par quart-temps : 21–29, 10–10, 21–37, 19–15  |                                                     |                                                     |  | Thomas & Mack Center, Paradise, Nevada | NBA TV |
| 9 juillet | Boxscore | Magette, Nunn 10 Omot 6 Derrickson, Magette 3       | Points Rebonds Passes d.                            | Greene 16 Spalding 9 Brunson 8                      |  | Thomas & Mack Center, Paradise, Nevada | NBA TV |

| 9 juillet | Boxscore | Bucks de Milwaukee 83, Nuggets de Denver 90        | Bucks de Milwaukee 83, Nuggets de Denver 90 | Bucks de Milwaukee 83, Nuggets de Denver 90 |  | Cox Pavilion, Paradise, Nevada | ESPNU |
| 9 juillet | Boxscore | Score par quart-temps : 17–18, 28–26, 13–23, 25–23 |                                             |                                             |  | Cox Pavilion, Paradise, Nevada | ESPNU |
| 9 juillet | Boxscore | Brown 27 Brown 7 Trice II 6                        | Points Rebonds Passes d.                    | Morris 20 Morris 6 Morris 8                 |  | Cox Pavilion, Paradise, Nevada | ESPNU |

| 9 juillet | Boxscore | Magic d'Orlando 53, Suns de Phoenix 71            | Magic d'Orlando 53, Suns de Phoenix 71 | Magic d'Orlando 53, Suns de Phoenix 71 |  | Thomas & Mack Center, Paradise, Nevada | NBA TV |
| 9 juillet | Boxscore | Score par quart-temps : 11–20, 13–19, 20–12, 9–20 |                                        |                                        |  | Thomas & Mack Center, Paradise, Nevada | NBA TV |
| 9 juillet | Boxscore | Isaac 10 Iwundu 8 3 joueurs 2                     | Points Rebonds Passes d.               | Ayton 17 Ayton 13 Harrison 6           |  | Thomas & Mack Center, Paradise, Nevada | NBA TV |

| 9 juillet | Boxscore | Nets de Brooklyn 69, Timberwolves du Minnesota 78  | Nets de Brooklyn 69, Timberwolves du Minnesota 78 | Nets de Brooklyn 69, Timberwolves du Minnesota 78 |  | Cox Pavilion, Paradise, Nevada | ESPNU |
| 9 juillet | Boxscore | Score par quart-temps : 12–17, 19–14, 18–23, 20–24 |                                                   |                                                   |  | Cox Pavilion, Paradise, Nevada | ESPNU |
| 9 juillet | Boxscore | Dawson, Watanabe 14 Allen 12 McLaughlin 5          | Points Rebonds Passes d.                          | Terrell 13 Jefferson 12 Okogie 4                  |  | Cox Pavilion, Paradise, Nevada | ESPNU |

| 9 juillet | Boxscore | Clippers de Los Angeles 90, Rockets de Houston 104  | Clippers de Los Angeles 90, Rockets de Houston 104 | Clippers de Los Angeles 90, Rockets de Houston 104 |  | Thomas & Mack Center, Paradise, Nevada | NBA TV |
| 9 juillet | Boxscore | Score par quart-temps : 17–29, 25–27, 25–24, 23–24  |                                                    |                                                    |  | Thomas & Mack Center, Paradise, Nevada | NBA TV |
| 9 juillet | Boxscore | Gilgeous-Alexander 25 Hunter 8 Gilgeous-Alexander 4 | Points Rebonds Passes d.                           | Melton 26 Melton 10 Melton 5                       |  | Thomas & Mack Center, Paradise, Nevada | NBA TV |

#### Day 5
| 10 juillet | Boxscore | Spurs de San Antonio 89, Trail Blazers de Portland 95 | Spurs de San Antonio 89, Trail Blazers de Portland 95 | Spurs de San Antonio 89, Trail Blazers de Portland 95 |  | Cox Pavilion, Paradise, Nevada | NBA TV |
| 10 juillet | Boxscore | Score par quart-temps : 16–22, 23–22, 22–30, 28–21    |                                                       |                                                       |  | Cox Pavilion, Paradise, Nevada | NBA TV |
| 10 juillet | Boxscore | Blossomgame, Walker IV 12 Brimah 9 Perrantes 5        | Points Rebonds Passes d.                              | Trent Jr. 20 Swanigan 9 Baldwin IV 9                  |  | Cox Pavilion, Paradise, Nevada | NBA TV |

| 10 juillet | Boxscore | Jazz de l'Utah 90, Heat de Miami 98                | Jazz de l'Utah 90, Heat de Miami 98 | Jazz de l'Utah 90, Heat de Miami 98 |  | Thomas & Mack Center, Paradise, Nevada | ESPNU |
| 10 juillet | Boxscore | Score par quart-temps : 18–18, 29–29, 19–30, 24–21 |                                     |                                     |  | Thomas & Mack Center, Paradise, Nevada | ESPNU |
| 10 juillet | Boxscore | Allen, Stone 17 3 joueurs 7 Lewis 6                | Points Rebonds Passes d.            | Adebayo 24 Adebayo 9 Walton Jr. 5   |  | Thomas & Mack Center, Paradise, Nevada | ESPNU |

| 10 juillet | Boxscore | Hawks d'Atlanta 101, Bulls de Chicago 93           | Hawks d'Atlanta 101, Bulls de Chicago 93 | Hawks d'Atlanta 101, Bulls de Chicago 93         |  | Cox Pavilion, Paradise, Nevada | NBA TV |
| 10 juillet | Boxscore | Score par quart-temps : 18–33, 29–17, 30–21, 24–22 |                                          |                                                  |  | Cox Pavilion, Paradise, Nevada | NBA TV |
| 10 juillet | Boxscore | Young 24 Spellman 10 Young 5                       | Points Rebonds Passes d.                 | Blakeney, Carter Jr. 23 Carter Jr. 6 Hutchison 8 |  | Cox Pavilion, Paradise, Nevada | NBA TV |

| 10 juillet | Boxscore | Kings de Sacramento 94, Grizzlies de Memphis 80    | Kings de Sacramento 94, Grizzlies de Memphis 80 | Kings de Sacramento 94, Grizzlies de Memphis 80 |  | Thomas & Mack Center, Paradise, Nevada | ESPN2 |
| 10 juillet | Boxscore | Score par quart-temps : 23–21, 19–18, 27–12, 25–29 |                                                 |                                                 |  | Thomas & Mack Center, Paradise, Nevada | ESPN2 |
| 10 juillet | Boxscore | Jackson 20 Giles 12 Mason III 13                   | Points Rebonds Passes d.                        | Rabb, Selden 17 Rabb 8 Carter 6                 |  | Thomas & Mack Center, Paradise, Nevada | ESPN2 |

| 10 juillet | Boxscore | Lakers de Los Angeles 109, Knicks de New York 92   | Lakers de Los Angeles 109, Knicks de New York 92 | Lakers de Los Angeles 109, Knicks de New York 92 |  | Thomas & Mack Center, Paradise, Nevada | ESPN2 |
| 10 juillet | Boxscore | Score par quart-temps : 24–23, 29–19, 25–36, 31–14 |                                                  |                                                  |  | Thomas & Mack Center, Paradise, Nevada | ESPN2 |
| 10 juillet | Boxscore | Hart 27 Rathan-Mayes 7 Caruso 10                   | Points Rebonds Passes d.                         | Knox 29 Trier 10 Trier 5                         |  | Thomas & Mack Center, Paradise, Nevada | ESPN2 |

### Classement
Le championnat s'ensuit d'une phase finale à élimination directe ; les 2 meilleures équipes ne participent au premier tour.

#### Critères
Les équipes sont classées par le bilan victoires-défaites, puis par un système de tiebreaker. Le tirage au sort est utilisé si le tiebraker ne permet pas de départager les équipes.
Pour départager les équipes, les critères utilisés sont :
- Résultat du face à face (applicable uniquement aux liens entre deux équipes et non aux liens entre plusieurs équipes)
- Système de quart de point (1 point pour la victoire, 0,5 point pour une égalité, 0 point pour la défaite)
- Différentiel de points

Les perdants du premier tour joueront à des matchs de consolation pour déterminer le classement de la 17e à la 30e place. Les perdants du second tour joueront des matchs de consolation pour déterminer le classement de la 9e à la 16e place.
| #  | Équipe                          | MJ | V | D | %    | QP   | DIF |
| -- | ------------------------------- | -- | - | - | ---- | ---- | --- |
| 1  | Lakers de Los Angeles           | 3  | 3 | 0 | 100  | 10.5 |     |
| 2  | Trail Blazers de Portland       | 3  | 3 | 0 | 100  | 8    | +38 |
| 3  | Suns de Phoenix                 | 3  | 3 | 0 | 100  | 8    | +33 |
| 4  | Nuggets de Denver               | 3  | 3 | 0 | 100  | 8    | +21 |
| 5  | Rockets de Houston              | 3  | 3 | 0 | 100  | 6    |     |
| 6  | Thunder d'Oklahoma City         | 3  | 2 | 1 | 66,7 | 8    |     |
| 7  | Pelicans de La Nouvelle-Orléans | 3  | 2 | 1 | 66,7 | 7    | +31 |
| 8  | Timberwolves du Minnesota       | 3  | 2 | 1 | 66,7 | 7    | +19 |
| 9  | Mavericks de Dallas             | 3  | 2 | 1 | 66,7 | 7    | +16 |
| 10 | Celtics de Boston               | 3  | 2 | 1 | 66,7 | 7    | +13 |
| 11 | Magic d'Orlando                 | 3  | 2 | 1 | 66,7 | 5.5  | +18 |
| 12 | Cavaliers de Cleveland          | 3  | 2 | 1 | 66,7 | 5.5  | +13 |
| 13 | Hornets de Charlotte            | 3  | 2 | 1 | 66,7 | 5    |     |
| 14 | Bucks de Milwaukee              | 3  | 1 | 2 | 33,3 | 7.5  |     |
| 15 | Pacers de l'Indiana             | 3  | 1 | 2 | 33,3 | 7    | +2  |
| 16 | Wizards de Washington           | 3  | 1 | 2 | 33,3 | 7    | -6  |
| 17 | Clippers de Los Angeles         | 3  | 1 | 2 | 33,3 | 6    | -10 |
| 18 | Hawks d'Atlanta                 | 3  | 1 | 2 | 33,3 | 6    | -11 |
| 19 | Spurs de San Antonio            | 3  | 1 | 2 | 33,3 | 5.5  | -11 |
| 20 | Warriors de Golden State        | 3  | 1 | 2 | 33,3 | 5.5  | -20 |
| 21 | Kings de Sacramento             | 3  | 1 | 2 | 33,3 | 5    | -4  |
| 22 | Jazz de l'Utah                  | 3  | 1 | 2 | 33,3 | 5    | -18 |
| 23 | Knicks de New York              | 3  | 1 | 2 | 33,3 | 5    | -20 |
| 24 | Bulls de Chicago                | 3  | 1 | 2 | 33,3 | 4.5  | -12 |
| 25 | Pistons de Détroit              | 3  | 1 | 2 | 33,3 | 4.5  | -22 |
| 26 | Heat de Miami                   | 3  | 1 | 2 | 33,3 | 4    | -22 |
| 27 | Grizzlies de Memphis            | 3  | 1 | 2 | 33,3 | 4    | -41 |
| 28 | Nets de Brooklyn                | 3  | 0 | 3 | 0    | 5    |     |
| 29 | Raptors de Toronto              | 3  | 0 | 3 | 0    | 4    |     |
| 30 | 76ers de Philadelphie           | 3  | 0 | 3 | 0    | 2    |     |

### Tableau final
|  | Premier tour          | Premier tour     |                     |     | Second tour | Second tour |  |  | Quarts de finale | Quarts de finale |  |  | Demi-finales | Demi-finales |  |  | Finale | Finale |
|  | Premier tour          | Premier tour     |                     |     | Second tour | Second tour |  |  | Quarts de finale | Quarts de finale |  |  | Demi-finales | Demi-finales |  |  | Finale | Finale |
|  |                       |                  |                     |     |             |             |  |  |                  |                  |  |  |              |              |  |  |        |        |
|  |                       |                  |                     |     |             |             |  |  |                  |                  |  |  |              |              |  |  |        |        |
|  |                       |                  |                     |     |             |             |  |  |                  |                  |  |  |              |              |  |  |        |        |
|  | 1 L.A. Lakers         |                  |                     |     |             |             |  |  |                  |                  |  |  |              |              |  |  |        |        |
|  |                       |                  |                     |     |             |             |  |  |                  |                  |  |  |              |              |  |  |        |        |
|  | Exempt                |                  |                     |     |             |             |  |  |                  |                  |  |  |              |              |  |  |        |        |
|  | 1 L.A. Lakers         | 82               |                     |     |             |             |  |  |                  |                  |  |  |              |              |  |  |        |        |
|  | 1 L.A. Lakers         | 82               |                     |     |             |             |  |  |                  |                  |  |  |              |              |  |  |        |        |
|  |                       | 17 L.A. Clippers | 69                  |     |             |             |  |  |                  |                  |  |  |              |              |  |  |        |        |
|  | 16 Washington         | 17 L.A. Clippers | 69                  | 74  |             |             |  |  |                  |                  |  |  |              |              |  |  |        |        |
|  | 16 Washington         |                  |                     | 74  |             |             |  |  |                  |                  |  |  |              |              |  |  |        |        |
|  | 17 L.A. Clippers      | 89               |                     |     |             |             |  |  |                  |                  |  |  |              |              |  |  |        |        |
|  | 17 L.A. Clippers      | 89               | 1 L.A. Lakers       | 101 |             |             |  |  |                  |                  |  |  |              |              |  |  |        |        |
|  |                       |                  | 1 L.A. Lakers       | 101 |             |             |  |  |                  |                  |  |  |              |              |  |  |        |        |
|  |                       | 25 Détroit       | 78                  |     |             |             |  |  |                  |                  |  |  |              |              |  |  |        |        |
|  | 9 Dallas              | 25 Détroit       | 78                  | 83  |             |             |  |  |                  |                  |  |  |              |              |  |  |        |        |
|  | 9 Dallas              |                  |                     | 83  |             |             |  |  |                  |                  |  |  |              |              |  |  |        |        |
|  | 24 Chicago            | 95               |                     |     |             |             |  |  |                  |                  |  |  |              |              |  |  |        |        |
|  | 24 Chicago            | 95               | 24 Chicago          | 66  |             |             |  |  |                  |                  |  |  |              |              |  |  |        |        |
|  |                       |                  | 24 Chicago          | 66  |             |             |  |  |                  |                  |  |  |              |              |  |  |        |        |
|  |                       | 25 Détroit       | 72                  |     |             |             |  |  |                  |                  |  |  |              |              |  |  |        |        |
|  | 8 Minnesota           | 25 Détroit       | 72                  | 59  |             |             |  |  |                  |                  |  |  |              |              |  |  |        |        |
|  | 8 Minnesota           |                  |                     | 59  |             |             |  |  |                  |                  |  |  |              |              |  |  |        |        |
|  | 25 Détroit            | 64               |                     |     |             |             |  |  |                  |                  |  |  |              |              |  |  |        |        |
|  | 25 Détroit            | 64               | 1 L.A. Lakers (2OT) | 112 |             |             |  |  |                  |                  |  |  |              |              |  |  |        |        |
|  |                       |                  | 1 L.A. Lakers (2OT) | 112 |             |             |  |  |                  |                  |  |  |              |              |  |  |        |        |
|  |                       | 12 Cleveland     | 109                 |     |             |             |  |  |                  |                  |  |  |              |              |  |  |        |        |
|  | 4 Denver              | 12 Cleveland     | 109                 | 77  |             |             |  |  |                  |                  |  |  |              |              |  |  |        |        |
|  | 4 Denver              |                  |                     | 77  |             |             |  |  |                  |                  |  |  |              |              |  |  |        |        |
|  | 29 Toronto            | 85               |                     |     |             |             |  |  |                  |                  |  |  |              |              |  |  |        |        |
|  | 29 Toronto            | 85               | 29 Toronto (OT)     | 84  |             |             |  |  |                  |                  |  |  |              |              |  |  |        |        |
|  |                       |                  | 29 Toronto (OT)     | 84  |             |             |  |  |                  |                  |  |  |              |              |  |  |        |        |
|  |                       | 13 Charlotte     | 81                  |     |             |             |  |  |                  |                  |  |  |              |              |  |  |        |        |
|  | 13 Charlotte          | 13 Charlotte     | 81                  | 87  |             |             |  |  |                  |                  |  |  |              |              |  |  |        |        |
|  | 13 Charlotte          |                  |                     | 87  |             |             |  |  |                  |                  |  |  |              |              |  |  |        |        |
|  | 20 Golden State       | 69               |                     |     |             |             |  |  |                  |                  |  |  |              |              |  |  |        |        |
|  | 20 Golden State       | 69               | 29 Cleveland        | 92  |             |             |  |  |                  |                  |  |  |              |              |  |  |        |        |
|  |                       |                  | 29 Cleveland        | 92  |             |             |  |  |                  |                  |  |  |              |              |  |  |        |        |
|  |                       | 12 Houston       | 87                  |     |             |             |  |  |                  |                  |  |  |              |              |  |  |        |        |
|  | 12 Cleveland          | 12 Houston       | 87                  | 96  |             |             |  |  |                  |                  |  |  |              |              |  |  |        |        |
|  | 12 Cleveland          |                  |                     | 96  |             |             |  |  |                  |                  |  |  |              |              |  |  |        |        |
|  | 21 Sacramento         | 84               |                     |     |             |             |  |  |                  |                  |  |  |              |              |  |  |        |        |
|  | 21 Sacramento         | 84               | 12 Cleveland        | 92  |             |             |  |  |                  |                  |  |  |              |              |  |  |        |        |
|  |                       |                  | 12 Cleveland        | 92  |             |             |  |  |                  |                  |  |  |              |              |  |  |        |        |
|  |                       | 5 Houston        | 87                  |     |             |             |  |  |                  |                  |  |  |              |              |  |  |        |        |
|  | 5 Houston             | 5 Houston        | 87                  | 109 |             |             |  |  |                  |                  |  |  |              |              |  |  |        |        |
|  | 5 Houston             |                  |                     | 109 |             |             |  |  |                  |                  |  |  |              |              |  |  |        |        |
|  | 28 Brooklyn           | 102              |                     |     |             |             |  |  |                  |                  |  |  |              |              |  |  |        |        |
|  | 28 Brooklyn           | 102              | 1 L.A. Lakers       | 73  |             |             |  |  |                  |                  |  |  |              |              |  |  |        |        |
|  |                       |                  | 1 L.A. Lakers       | 73  |             |             |  |  |                  |                  |  |  |              |              |  |  |        |        |
|  |                       | 2 Portland       | 91                  |     |             |             |  |  |                  |                  |  |  |              |              |  |  |        |        |
|  | 2 Portland            | 2 Portland       | 91                  |     |             |             |  |  |                  |                  |  |  |              |              |  |  |        |        |
|  |                       |                  |                     |     |             |             |  |  |                  |                  |  |  |              |              |  |  |        |        |
|  | Exempt                |                  |                     |     |             |             |  |  |                  |                  |  |  |              |              |  |  |        |        |
|  | 2 Portland            | 95               |                     |     |             |             |  |  |                  |                  |  |  |              |              |  |  |        |        |
|  | 2 Portland            | 95               |                     |     |             |             |  |  |                  |                  |  |  |              |              |  |  |        |        |
|  |                       | 18 Atlanta       | 69                  |     |             |             |  |  |                  |                  |  |  |              |              |  |  |        |        |
|  | 15 Indiana            | 18 Atlanta       | 69                  | 101 |             |             |  |  |                  |                  |  |  |              |              |  |  |        |        |
|  | 15 Indiana            |                  |                     | 101 |             |             |  |  |                  |                  |  |  |              |              |  |  |        |        |
|  | 18 Atlanta            | 107              |                     |     |             |             |  |  |                  |                  |  |  |              |              |  |  |        |        |
|  | 18 Atlanta            | 107              | 2 Portland          | 95  |             |             |  |  |                  |                  |  |  |              |              |  |  |        |        |
|  |                       |                  | 2 Portland          | 95  |             |             |  |  |                  |                  |  |  |              |              |  |  |        |        |
|  |                       | 10 Boston        | 80                  |     |             |             |  |  |                  |                  |  |  |              |              |  |  |        |        |
|  | 10 Boston             | 10 Boston        | 80                  | 82  |             |             |  |  |                  |                  |  |  |              |              |  |  |        |        |
|  | 10 Boston             |                  |                     | 82  |             |             |  |  |                  |                  |  |  |              |              |  |  |        |        |
|  | 23 New York           | 75               |                     |     |             |             |  |  |                  |                  |  |  |              |              |  |  |        |        |
|  | 23 New York           | 75               | 10 Boston           | 74  |             |             |  |  |                  |                  |  |  |              |              |  |  |        |        |
|  |                       |                  | 10 Boston           | 74  |             |             |  |  |                  |                  |  |  |              |              |  |  |        |        |
|  |                       | 26 Miami         | 72                  |     |             |             |  |  |                  |                  |  |  |              |              |  |  |        |        |
|  | 7 La Nouvelle-Orléans | 26 Miami         | 72                  | 106 |             |             |  |  |                  |                  |  |  |              |              |  |  |        |        |
|  | 7 La Nouvelle-Orléans |                  |                     | 106 |             |             |  |  |                  |                  |  |  |              |              |  |  |        |        |
|  | 26 Miami              | 110              |                     |     |             |             |  |  |                  |                  |  |  |              |              |  |  |        |        |
|  | 26 Miami              | 110              | 2 Portland          | 97  |             |             |  |  |                  |                  |  |  |              |              |  |  |        |        |
|  |                       |                  | 2 Portland          | 97  |             |             |  |  |                  |                  |  |  |              |              |  |  |        |        |
|  |                       | 27 Memphis       | 92                  |     |             |             |  |  |                  |                  |  |  |              |              |  |  |        |        |
|  | 3 Phoenix             | 27 Memphis       | 92                  | 86  |             |             |  |  |                  |                  |  |  |              |              |  |  |        |        |
|  | 3 Phoenix             |                  |                     | 86  |             |             |  |  |                  |                  |  |  |              |              |  |  |        |        |
|  | 30 Philadelphie       | 88               |                     |     |             |             |  |  |                  |                  |  |  |              |              |  |  |        |        |
|  | 30 Philadelphie       | 88               | 30 Philadelphie     | 91  |             |             |  |  |                  |                  |  |  |              |              |  |  |        |        |
|  |                       |                  | 30 Philadelphie     | 91  |             |             |  |  |                  |                  |  |  |              |              |  |  |        |        |
|  |                       | 14 Milwaukee     | 89                  |     |             |             |  |  |                  |                  |  |  |              |              |  |  |        |        |
|  | 14 Milwaukee (OT)     | 14 Milwaukee     | 89                  | 83  |             |             |  |  |                  |                  |  |  |              |              |  |  |        |        |
|  | 14 Milwaukee (OT)     |                  |                     | 83  |             |             |  |  |                  |                  |  |  |              |              |  |  |        |        |
|  | 19 San Antonio        | 75               |                     |     |             |             |  |  |                  |                  |  |  |              |              |  |  |        |        |
|  | 19 San Antonio        | 75               | 30 Philadelphie     | 73  |             |             |  |  |                  |                  |  |  |              |              |  |  |        |        |
|  |                       |                  | 30 Philadelphie     | 73  |             |             |  |  |                  |                  |  |  |              |              |  |  |        |        |
|  |                       | 27 Memphis       | 82                  |     |             |             |  |  |                  |                  |  |  |              |              |  |  |        |        |
|  | 11 Orlando            | 27 Memphis       | 82                  | 70  |             |             |  |  |                  |                  |  |  |              |              |  |  |        |        |
|  | 11 Orlando            |                  |                     | 70  |             |             |  |  |                  |                  |  |  |              |              |  |  |        |        |
|  | 22 Utah               | 75               |                     |     |             |             |  |  |                  |                  |  |  |              |              |  |  |        |        |
|  | 22 Utah               | 75               | 22 Utah             | 86  |             |             |  |  |                  |                  |  |  |              |              |  |  |        |        |
|  |                       |                  | 22 Utah             | 86  |             |             |  |  |                  |                  |  |  |              |              |  |  |        |        |
|  |                       | 27 Memphis       | 92                  |     |             |             |  |  |                  |                  |  |  |              |              |  |  |        |        |
|  | 6 Oklahoma City       | 27 Memphis       | 92                  | 85  |             |             |  |  |                  |                  |  |  |              |              |  |  |        |        |
|  | 6 Oklahoma City       |                  |                     | 85  |             |             |  |  |                  |                  |  |  |              |              |  |  |        |        |
|  | 27 Memphis            | 92               |                     |     |             |             |  |  |                  |                  |  |  |              |              |  |  |        |        |
|  | 27 Memphis            | 92               |                     |     |             |             |  |  |                  |                  |  |  |              |              |  |  |        |        |

### Phases finales

#### Premier tour
| 11 juillet | Boxscore | Clippers de Los Angeles 89, Wizards de Washington 74 | Clippers de Los Angeles 89, Wizards de Washington 74 | Clippers de Los Angeles 89, Wizards de Washington 74 |  | Cox Pavilion, Paradise, Nevada | ESPNU |
| 11 juillet | Boxscore | Score par quart-temps : 31–15, 19–19, 23–21, 16–19   |                                                      |                                                      |  | Cox Pavilion, Paradise, Nevada | ESPNU |
| 11 juillet | Boxscore | Upshaw 24 Delgado 10 Gilgeous-Alexander, Thornwell 6 | Points Rebonds Passes d.                             | Robinson 26 Robinson 11 Chiozza 5                    |  | Cox Pavilion, Paradise, Nevada | ESPNU |

| 11 juillet | Boxscore | Kings de Sacramento 84, Cavaliers de Cleveland 96  | Kings de Sacramento 84, Cavaliers de Cleveland 96 | Kings de Sacramento 84, Cavaliers de Cleveland 96 |  | Thomas & Mack Center, Paradise, Nevada | NBA TV |
| 11 juillet | Boxscore | Score par quart-temps : 19–24, 17–20, 22–26, 26–26 |                                                   |                                                   |  | Thomas & Mack Center, Paradise, Nevada | NBA TV |
| 11 juillet | Boxscore | Jackson 20 Auguste 9 Giles 6                       | Points Rebonds Passes d.                          | Sexton 25 Artis, White 7 Sexton 7                 |  | Thomas & Mack Center, Paradise, Nevada | NBA TV |

| 11 juillet | Boxscore | Nets de Brooklyn 102, Rockets de Houston 109       | Nets de Brooklyn 102, Rockets de Houston 109 | Nets de Brooklyn 102, Rockets de Houston 109 |  | Cox Pavilion, Paradise, Nevada | ESPN2 |
| 11 juillet | Boxscore | Score par quart-temps : 22–29, 26–23, 34–34, 20–23 |                                              |                                              |  | Cox Pavilion, Paradise, Nevada | ESPN2 |
| 11 juillet | Boxscore | Doyle 21 Allen 11 Doyle 6                          | Points Rebonds Passes d.                     | House 18 House 8 Melton 4                    |  | Cox Pavilion, Paradise, Nevada | ESPN2 |

| 11 juillet | Boxscore | Bulls de Chicago 95, Mavericks de Dallas 83        | Bulls de Chicago 95, Mavericks de Dallas 83 | Bulls de Chicago 95, Mavericks de Dallas 83 |  | Thomas & Mack Center, Paradise, Nevada | NBA TV |
| 11 juillet | Boxscore | Score par quart-temps : 15–28, 27–12, 25–21, 28–22 |                                             |                                             |  | Thomas & Mack Center, Paradise, Nevada | NBA TV |
| 11 juillet | Boxscore | Blakeney 25 Hutchison 11 Arcidiacono 7             | Points Rebonds Passes d.                    | Collinsworth 14 Collinsworth 10 Brunson 7   |  | Thomas & Mack Center, Paradise, Nevada | NBA TV |

| 11 juillet | Boxscore | Pistons de Détroit 64, Timberwolves du Minnesota 59 | Pistons de Détroit 64, Timberwolves du Minnesota 59 | Pistons de Détroit 64, Timberwolves du Minnesota 59 |  | Cox Pavilion, Paradise, Nevada | ESPN2 |
| 11 juillet | Boxscore | Score par quart-temps : 15–11, 21–6, 11–26, 15–16   |                                                     |                                                     |  | Cox Pavilion, Paradise, Nevada | ESPN2 |
| 11 juillet | Boxscore | Brown 15 Brown 11 Brown 6                           | Points Rebonds Passes d.                            | Bates-Diop 16 Jefferson 15 Jefferson, Terrell 2     |  | Cox Pavilion, Paradise, Nevada | ESPN2 |

| 11 juillet | Boxscore | Hawks d'Atlanta 107, Pacers de l'Indiana 101       | Hawks d'Atlanta 107, Pacers de l'Indiana 101 | Hawks d'Atlanta 107, Pacers de l'Indiana 101 |  | Thomas & Mack Center, Paradise, Nevada | NBA TV |
| 11 juillet | Boxscore | Score par quart-temps : 16–32, 24–30, 32–23, 35–16 |                                              |                                              |  | Thomas & Mack Center, Paradise, Nevada | NBA TV |
| 11 juillet | Boxscore | Dorsey 24 Spellman 9 Young 8                       | Points Rebonds Passes d.                     | Poythress 21 Johnson 14 Holiday 9            |  | Thomas & Mack Center, Paradise, Nevada | NBA TV |

| 11 juillet | Boxscore | Raptors de Toronto 85, Nuggets de Denver 77        | Raptors de Toronto 85, Nuggets de Denver 77 | Raptors de Toronto 85, Nuggets de Denver 77 |  | Cox Pavilion, Paradise, Nevada | ESPN2 |
| 11 juillet | Boxscore | Score par quart-temps : 19–19, 19–25, 19–15, 28–18 |                                             |                                             |  | Cox Pavilion, Paradise, Nevada | ESPN2 |
| 11 juillet | Boxscore | Anunoby 22 Thompson 8 Miller-McIntyre 11           | Points Rebonds Passes d.                    | Morris 21 Lydon 10 Morris 7                 |  | Cox Pavilion, Paradise, Nevada | ESPN2 |

| 11 juillet | Boxscore | Warriors de Golden State 69, Hornets de Charlotte 87 | Warriors de Golden State 69, Hornets de Charlotte 87 | Warriors de Golden State 69, Hornets de Charlotte 87 |  | Thomas & Mack Center, Paradise, Nevada | NBA TV |
| 11 juillet | Boxscore | Score par quart-temps : 14–24, 20–19, 18–20, 17–24   |                                                      |                                                      |  | Thomas & Mack Center, Paradise, Nevada | NBA TV |
| 11 juillet | Boxscore | Derrickson 20 Tokoto 10 Magette 8                    | Points Rebonds Passes d.                             | Bacon 19 Hernangomez 13 Chealey 6                    |  | Thomas & Mack Center, Paradise, Nevada | NBA TV |

| 12 juillet | Boxscore | Heat de Miami 110, Pelicans de La Nouvelle-Orléans 106 | Heat de Miami 110, Pelicans de La Nouvelle-Orléans 106 | Heat de Miami 110, Pelicans de La Nouvelle-Orléans 106 |  | Cox Pavilion, Paradise, Nevada | NBA TV |
| 12 juillet | Boxscore | Score par quart-temps : 31–25, 23–28, 27–23, 29–30     |                                                        |                                                        |  | Cox Pavilion, Paradise, Nevada | NBA TV |
| 12 juillet | Boxscore | Jones 31 Jones 8 Walton Jr. 11                         | Points Rebonds Passes d.                               | Diallo 28 Diallo 13 Lemon Jr. 6                        |  | Cox Pavilion, Paradise, Nevada | NBA TV |

| 12 juillet | Boxscore | Knicks de New York 75, Celtics de Boston 82        | Knicks de New York 75, Celtics de Boston 82 | Knicks de New York 75, Celtics de Boston 82 |  | Thomas & Mack Center, Paradise, Nevada | ESPN2 |
| 12 juillet | Boxscore | Score par quart-temps : 16–27, 17–19, 17–19, 25–17 |                                             |                                             |  | Thomas & Mack Center, Paradise, Nevada | ESPN2 |
| 12 juillet | Boxscore | Robinson, Trier 17 Robinson 12 Trier 4             | Points Rebonds Passes d.                    | Ojeleye 21 Bird 10 Henry 6                  |  | Thomas & Mack Center, Paradise, Nevada | ESPN2 |

| 12 juillet | Boxscore | Grizzlies de Memphis 92, Thunder d'Oklahoma City 85 | Grizzlies de Memphis 92, Thunder d'Oklahoma City 85 | Grizzlies de Memphis 92, Thunder d'Oklahoma City 85 |  | Cox Pavilion, Paradise, Nevada | NBA TV |
| 12 juillet | Boxscore | Score par quart-temps : 24–19, 24–8, 15–25, 29–33   |                                                     |                                                     |  | Cox Pavilion, Paradise, Nevada | NBA TV |
| 12 juillet | Boxscore | Crawford 21 Carter 8 Carter 8                       | Points Rebonds Passes d.                            | Diallo 14 Hamilton 11 Hamilton 8                    |  | Cox Pavilion, Paradise, Nevada | NBA TV |

| 12 juillet | Boxscore | 76ers de Philadelphie 88, Suns de Phoenix 86       | 76ers de Philadelphie 88, Suns de Phoenix 86 | 76ers de Philadelphie 88, Suns de Phoenix 86 |  | Thomas & Mack Center, Paradise, Nevada | ESPN2 |
| 12 juillet | Boxscore | Score par quart-temps : 16–20, 19–22, 28–19, 25–25 |                                              |                                              |  | Thomas & Mack Center, Paradise, Nevada | ESPN2 |
| 12 juillet | Boxscore | Miles 20 Booker 7 Booker 6                         | Points Rebonds Passes d.                     | Harrison 17 Ayton 9 Harrison 6               |  | Thomas & Mack Center, Paradise, Nevada | ESPN2 |

| 12 juillet | Boxscore | Spurs de San Antonio 75, Bucks de Milwaukee 83               | Spurs de San Antonio 75, Bucks de Milwaukee 83 | Spurs de San Antonio 75, Bucks de Milwaukee 83 | OT | Cox Pavilion, Paradise, Nevada | NBA TV |
| 12 juillet | Boxscore | Score par quart-temps : 13–18, 25–28, 20–17, 17–12, OT : 0–8 |                                                |                                                | OT | Cox Pavilion, Paradise, Nevada | NBA TV |
| 12 juillet | Boxscore | Blossomgame 19 Blossomgame, Walker IV 9 Ledbetter 4          | Points Rebonds Passes d.                       | Wood 26 Wood 15 Trice II 7                     | OT | Cox Pavilion, Paradise, Nevada | NBA TV |

| 12 juillet | Boxscore | Jazz de l'Utah 75, Magic d'Orlando 70              | Jazz de l'Utah 75, Magic d'Orlando 70 | Jazz de l'Utah 75, Magic d'Orlando 70   |  | Cox Pavilion, Paradise, Nevada | NBA TV |
| 12 juillet | Boxscore | Score par quart-temps : 20–19, 21–10, 10–18, 24–23 |                                       |                                         |  | Cox Pavilion, Paradise, Nevada | NBA TV |
| 12 juillet | Boxscore | Stone 14 Niang, Stone 11 Mitrou-Long 4             | Points Rebonds Passes d.              | Caupain 14 Iwundu, Comanche 9 Caupain 5 |  | Cox Pavilion, Paradise, Nevada | NBA TV |

#### Second tour
| 12 juillet | Boxscore | Clippers de Los Angeles 69, Lakers de Los Angeles 82 | Clippers de Los Angeles 69, Lakers de Los Angeles 82 | Clippers de Los Angeles 69, Lakers de Los Angeles 82 |  | Thomas & Mack Center, Paradise, Nevada | ESPN2 |
| 12 juillet | Boxscore | Score par quart-temps : 12–19, 24–21, 12–21, 21–21   |                                                      |                                                      |  | Thomas & Mack Center, Paradise, Nevada | ESPN2 |
| 12 juillet | Boxscore | Thornwell, Rodriguez 17 Upshaw 8 Upshaw 4            | Points Rebonds Passes d.                             | Hart 20 Williams 8 Caruso 7                          |  | Thomas & Mack Center, Paradise, Nevada | ESPN2 |

| 12 juillet | Boxscore | Hawks d'Atlanta 69, Trail Blazers de Portland 95   | Hawks d'Atlanta 69, Trail Blazers de Portland 95 | Hawks d'Atlanta 69, Trail Blazers de Portland 95 |  | Thomas & Mack Center, Paradise, Nevada | ESPN2 |
| 12 juillet | Boxscore | Score par quart-temps : 15–24, 26–24, 16–25, 12–22 |                                                  |                                                  |  | Thomas & Mack Center, Paradise, Nevada | ESPN2 |
| 12 juillet | Boxscore | Spellman 20 Kaba 8 Morris 4                        | Points Rebonds Passes d.                         | Layman, Simons 20 Swanigan 11 Baldwin IV 8       |  | Thomas & Mack Center, Paradise, Nevada | ESPN2 |

| 14 juillet | Boxscore | Pistons de Détroit 72, Bulls de Chicago 66         | Pistons de Détroit 72, Bulls de Chicago 66 | Pistons de Détroit 72, Bulls de Chicago 66         |  | Cox Pavilion, Paradise, Nevada | NBA TV |
| 14 juillet | Boxscore | Score par quart-temps : 13–23, 27–11, 16–11, 16–21 |                                            |                                                    |  | Cox Pavilion, Paradise, Nevada | NBA TV |
| 14 juillet | Boxscore | Ellenson 21 Hamilton 10 Brown 4                    | Points Rebonds Passes d.                   | Blakeney 24 Carter Jr. 16 Arcidiacono, Hutchison 3 |  | Cox Pavilion, Paradise, Nevada | NBA TV |

| 14 juillet | Boxscore | Cavaliers de Cleveland 92, Rockets de Houston 87   | Cavaliers de Cleveland 92, Rockets de Houston 87 | Cavaliers de Cleveland 92, Rockets de Houston 87 |  | Thomas & Mack Center, Paradise, Nevada | ESPN2 |
| 14 juillet | Boxscore | Score par quart-temps : 26–20, 24–30, 20–21, 22–16 |                                                  |                                                  |  | Thomas & Mack Center, Paradise, Nevada | ESPN2 |
| 14 juillet | Boxscore | Sexton, Smith 17 Artis 9 Sexton, Smith 3           | Points Rebonds Passes d.                         | House 30 Melton 10 Melton 7                      |  | Thomas & Mack Center, Paradise, Nevada | ESPN2 |

| 14 juillet | Boxscore | Raptors de Toronto 87, Hornets de Charlotte 84               | Raptors de Toronto 87, Hornets de Charlotte 84 | Raptors de Toronto 87, Hornets de Charlotte 84 | OT | Cox Pavilion, Paradise, Nevada | NBA TV |
| 14 juillet | Boxscore | Score par quart-temps : 17–21, 20–16, 28–24, 15–19, OT : 7–4 |                                                |                                                | OT | Cox Pavilion, Paradise, Nevada | NBA TV |
| 14 juillet | Boxscore | Alkins 25 Alkins 11 Miller-McIntyre 5                        | Points Rebonds Passes d.                       | Bacon 28 Bridges 11 Bridges, Chealey 4         | OT | Cox Pavilion, Paradise, Nevada | NBA TV |

| 14 juillet | Boxscore | Heat de Miami 72, Celtics de Boston 74             | Heat de Miami 72, Celtics de Boston 74 | Heat de Miami 72, Celtics de Boston 74 |  | Thomas & Mack Center, Paradise, Nevada | ESPN2 |
| 14 juillet | Boxscore | Score par quart-temps : 16–19, 19–20, 15–22, 22–13 |                                        |                                        |  | Thomas & Mack Center, Paradise, Nevada | ESPN2 |
| 14 juillet | Boxscore | Walton Jr. 15 Jones 7 Walton Jr. 5                 | Points Rebonds Passes d.               | Henry 15 Yabusele 10 Henry 5           |  | Thomas & Mack Center, Paradise, Nevada | ESPN2 |

| 14 juillet | Boxscore | 76ers de Philadelphie 91, Bucks de Milwaukee 89    | 76ers de Philadelphie 91, Bucks de Milwaukee 89 | 76ers de Philadelphie 91, Bucks de Milwaukee 89 |  | Thomas & Mack Center, Paradise, Nevada | ESPN2 |
| 14 juillet | Boxscore | Score par quart-temps : 11–18, 27–21, 29–20, 24–30 |                                                 |                                                 |  | Thomas & Mack Center, Paradise, Nevada | ESPN2 |
| 14 juillet | Boxscore | Korkmaz 19 Bolden 8 Jackson 5                      | Points Rebonds Passes d.                        | Wood 27 Wood 12 Brown, Trice II 3               |  | Thomas & Mack Center, Paradise, Nevada | ESPN2 |

| 14 juillet | Boxscore | Grizzlies de Memphis 92, Jazz de l'Utah 86         | Grizzlies de Memphis 92, Jazz de l'Utah 86 | Grizzlies de Memphis 92, Jazz de l'Utah 86 |  | Thomas & Mack Center, Paradise, Nevada | ESPN2 |
| 14 juillet | Boxscore | Score par quart-temps : 23–23, 30–31, 19–16, 20–16 |                                            |                                            |  | Thomas & Mack Center, Paradise, Nevada | ESPN2 |
| 14 juillet | Boxscore | Carter 26 Jackson Jr. 9 Carter 6                   | Points Rebonds Passes d.                   | Niang 18 Niang 9 Mitrou-Long, Niang 5      |  | Thomas & Mack Center, Paradise, Nevada | ESPN2 |

#### Tour de consolation
| 13 juillet | Boxscore | Nets de Brooklyn 79, Pacers de l'Indiana 116       | Nets de Brooklyn 79, Pacers de l'Indiana 116 | Nets de Brooklyn 79, Pacers de l'Indiana 116 |  | Cox Pavilion, Paradise, Nevada | ESPNU |
| 13 juillet | Boxscore | Score par quart-temps : 17–19, 24–33, 17–39, 21–25 |                                              |                                              |  | Cox Pavilion, Paradise, Nevada | ESPNU |
| 13 juillet | Boxscore | Davis 19 Thompson 9 McLaughlin 5                   | Points Rebonds Passes d.                     | Wilcox 22 Johnson 10 Hollins 9               |  | Cox Pavilion, Paradise, Nevada | ESPNU |

| 13 juillet | Boxscore | Knicks de New York 102, Pelicans de La Nouvelle-Orléans 83 | Knicks de New York 102, Pelicans de La Nouvelle-Orléans 83 | Knicks de New York 102, Pelicans de La Nouvelle-Orléans 83 |  | Thomas & Mack Center, Paradise, Nevada | NBA TV |
| 13 juillet | Boxscore | Score par quart-temps : 27–18, 13–25, 32–19, 30–21         |                                                            |                                                            |  | Thomas & Mack Center, Paradise, Nevada | NBA TV |
| 13 juillet | Boxscore | Ochefu 22 Robinson 12 Walker 6                             | Points Rebonds Passes d.                                   | Green 23 Willis 6 Lemon Jr. 7                              |  | Thomas & Mack Center, Paradise, Nevada | NBA TV |

| 13 juillet | Boxscore | Wizards de Washington 92, Mavericks de Dallas 96  | Wizards de Washington 92, Mavericks de Dallas 96 | Wizards de Washington 92, Mavericks de Dallas 96 |  | Cox Pavilion, Paradise, Nevada | ESPNU |
| 13 juillet | Boxscore | Score par quart-temps : 13–29, 21–6, 28–25, 30–36 |                                                  |                                                  |  | Cox Pavilion, Paradise, Nevada | ESPNU |
| 13 juillet | Boxscore | Brown Jr. 25 Robinson 12 Chiozza 5                | Points Rebonds Passes d.                         | Adams, Jones 21 Adams, Spalding 8 Collinsworth 4 |  | Cox Pavilion, Paradise, Nevada | ESPNU |

| 13 juillet | Boxscore | Spurs de San Antonio 55, Suns de Phoenix 90       | Spurs de San Antonio 55, Suns de Phoenix 90 | Spurs de San Antonio 55, Suns de Phoenix 90 |  | Thomas & Mack Center, Paradise, Nevada | NBA TV |
| 13 juillet | Boxscore | Score par quart-temps : 13–13, 9–29, 19–23, 14–25 |                                             |                                             |  | Thomas & Mack Center, Paradise, Nevada | NBA TV |
| 13 juillet | Boxscore | Rowan 11 Blossomgame 6 Perrantes 4                | Points Rebonds Passes d.                    | Green 20 Cooley 9 Harrison 7                |  | Thomas & Mack Center, Paradise, Nevada | NBA TV |

| 13 juillet | Boxscore | Timberwolves du Minnesota 83, Nuggets de Denver 71 | Timberwolves du Minnesota 83, Nuggets de Denver 71 | Timberwolves du Minnesota 83, Nuggets de Denver 71 |  | Cox Pavilion, Paradise, Nevada | ESPNU |
| 13 juillet | Boxscore | Score par quart-temps : 26–20, 19–23, 19–12, 19–16 |                                                    |                                                    |  | Cox Pavilion, Paradise, Nevada | ESPNU |
| 13 juillet | Boxscore | Bates-Diop, Gray 14 Jefferson 9 Cousins 6          | Points Rebonds Passes d.                           | Williams 17 Meeks 11 Machado 7                     |  | Cox Pavilion, Paradise, Nevada | ESPNU |

| 13 juillet | Boxscore | Magic d'Orlando 85, Thunder d'Oklahoma City 87     | Magic d'Orlando 85, Thunder d'Oklahoma City 87 | Magic d'Orlando 85, Thunder d'Oklahoma City 87 |  | Thomas & Mack Center, Paradise, Nevada | NBA TV |
| 13 juillet | Boxscore | Score par quart-temps : 14–20, 24–27, 24–20, 23–20 |                                                |                                                |  | Thomas & Mack Center, Paradise, Nevada | NBA TV |
| 13 juillet | Boxscore | Purvis 20 3 joueurs 5 Wright 5                     | Points Rebonds Passes d.                       | Burton 17 Burton 8 Burton, Hamilton 5          |  | Thomas & Mack Center, Paradise, Nevada | NBA TV |

| 13 juillet | Boxscore | Kings de Sacramento 69, Warriors de Golden State 67 | Kings de Sacramento 69, Warriors de Golden State 67 | Kings de Sacramento 69, Warriors de Golden State 67 |  | Cox Pavilion, Paradise, Nevada | ESPNU |
| 13 juillet | Boxscore | Score par quart-temps : 19–14, 13–26, 18–14, 19–13  |                                                     |                                                     |  | Cox Pavilion, Paradise, Nevada | ESPNU |
| 13 juillet | Boxscore | Brown 17 Auguste 11 Foster 5                        | Points Rebonds Passes d.                            | Nunn 14 Tokoto, Derrickson 7 Magette 6              |  | Cox Pavilion, Paradise, Nevada | ESPNU |

| 13 juillet | Boxscore | Hawks d'Atlanta 97, Clippers de Los Angeles 81     | Hawks d'Atlanta 97, Clippers de Los Angeles 81 | Hawks d'Atlanta 97, Clippers de Los Angeles 81 |  | Thomas & Mack Center, Paradise, Nevada | NBA TV |
| 13 juillet | Boxscore | Score par quart-temps : 24–21, 23–17, 20–31, 30–12 |                                                |                                                |  | Thomas & Mack Center, Paradise, Nevada | NBA TV |
| 13 juillet | Boxscore | Robinson 20 Kaba 15 Morris 4                       | Points Rebonds Passes d.                       | Mathews 18 Upshaw 9 Evans 7                    |  | Thomas & Mack Center, Paradise, Nevada | NBA TV |

#### Quarts de finales
| 15 juillet | Boxscore | Pistons de Détroit 78, Lakers de Los Angeles 101   | Pistons de Détroit 78, Lakers de Los Angeles 101 | Pistons de Détroit 78, Lakers de Los Angeles 101 |  | Thomas & Mack Center, Paradise, Nevada | ESPN |
| 15 juillet | Boxscore | Score par quart-temps : 14–33, 26–22, 16–20, 22–26 |                                                  |                                                  |  | Thomas & Mack Center, Paradise, Nevada | ESPN |
| 15 juillet | Boxscore | Ellenson 22 Hamilton 7 Ellenson 5                  | Points Rebonds Passes d.                         | Mykhaïliouk 19 Ayres 10 Rathan-Mayes 7           |  | Thomas & Mack Center, Paradise, Nevada | ESPN |

| 15 juillet | Boxscore | Raptors de Toronto 68, Cavaliers de Cleveland 82  | Raptors de Toronto 68, Cavaliers de Cleveland 82 | Raptors de Toronto 68, Cavaliers de Cleveland 82 |  | Thomas & Mack Center, Paradise, Nevada | ESPN2 |
| 15 juillet | Boxscore | Score par quart-temps : 16–20, 23–17, 4–21, 25–24 |                                                  |                                                  |  | Thomas & Mack Center, Paradise, Nevada | ESPN2 |
| 15 juillet | Boxscore | Boucher 18 Boucher 8 Teague 5                     | Points Rebonds Passes d.                         | Holland 23 White 10 Sexton 6                     |  | Thomas & Mack Center, Paradise, Nevada | ESPN2 |

| 15 juillet | Boxscore | Celtics de Boston 80, Trail Blazers de Portland 95 | Celtics de Boston 80, Trail Blazers de Portland 95 | Celtics de Boston 80, Trail Blazers de Portland 95 |  | Thomas & Mack Center, Paradise, Nevada | ESPN2 |
| 15 juillet | Boxscore | Score par quart-temps : 19–27, 21–19, 23–25, 17–24 |                                                    |                                                    |  | Thomas & Mack Center, Paradise, Nevada | ESPN2 |
| 15 juillet | Boxscore | Davis 19 Martin 9 Henry, Conger 4                  | Points Rebonds Passes d.                           | Jenkins 25 McDaniels, Swanigan 9 Baldwin IV 10     |  | Thomas & Mack Center, Paradise, Nevada | ESPN2 |

| 15 juillet | Boxscore | 76ers de Philadelphie 73, Grizzlies de Memphis 82  | 76ers de Philadelphie 73, Grizzlies de Memphis 82 | 76ers de Philadelphie 73, Grizzlies de Memphis 82 |  | Thomas & Mack Center, Paradise, Nevada | ESPN2 |
| 15 juillet | Boxscore | Score par quart-temps : 15–26, 21–23, 18–21, 19–12 |                                                   |                                                   |  | Thomas & Mack Center, Paradise, Nevada | ESPN2 |
| 15 juillet | Boxscore | Korkmaz 18 McCullough 7 Smith 4                    | Points Rebonds Passes d.                          | Goodwin 21 Davis 10 Simmons 7                     |  | Thomas & Mack Center, Paradise, Nevada | ESPN2 |

#### Demi-finales
| 16 juillet | Boxscore | Cavaliers de Cleveland 109, Lakers de Los Angeles 112             | Cavaliers de Cleveland 109, Lakers de Los Angeles 112 | Cavaliers de Cleveland 109, Lakers de Los Angeles 112 | 2OT | Thomas & Mack Center, Paradise, Nevada | ESPN2 |
| 16 juillet | Boxscore | Score par quart-temps : 23–28, 24–22, 24–23, 27–25, OT : 8–8, 3–6 |                                                       |                                                       | 2OT | Thomas & Mack Center, Paradise, Nevada | ESPN2 |
| 16 juillet | Boxscore | Sexton 27 White 9 Smith 5                                         | Points Rebonds Passes d.                              | Hart 37 Hart 9 Rathan-Mayes 9                         | 2OT | Thomas & Mack Center, Paradise, Nevada | ESPN2 |

| 16 juillet | Boxscore | Grizzlies de Memphis 92, Trail Blazers de Portland 97 | Grizzlies de Memphis 92, Trail Blazers de Portland 97 | Grizzlies de Memphis 92, Trail Blazers de Portland 97 |  | Thomas & Mack Center, Paradise, Nevada | ESPN2 |
| 16 juillet | Boxscore | Score par quart-temps : 24–19, 20–27, 22–23, 26–28    |                                                       |                                                       |  | Thomas & Mack Center, Paradise, Nevada | ESPN2 |
| 16 juillet | Boxscore | Goodwin 27 Watford, Simmons 6 Carter 4                | Points Rebonds Passes d.                              | Swanigan 21 Swanigan 15 Baldwin IV 4                  |  | Thomas & Mack Center, Paradise, Nevada | ESPN2 |

#### Finale
| 17 juillet | Boxscore | Trail Blazers de Portland 91, Lakers de Los Angeles 73 | Trail Blazers de Portland 91, Lakers de Los Angeles 73 | Trail Blazers de Portland 91, Lakers de Los Angeles 73 |  | Thomas & Mack Center, Paradise, Nevada | ESPN |
| 17 juillet | Boxscore | Score par quart-temps : 31–19, 19–14, 21–18, 20–22     |                                                        |                                                        |  | Thomas & Mack Center, Paradise, Nevada | ESPN |
| 17 juillet | Boxscore | McDaniels 17 Swanigan 9 Baldwin IV 6                   | Points Rebonds Passes d.                               | Hart 12 Williams 6 Caruso 4                            |  | Thomas & Mack Center, Paradise, Nevada | ESPN |